# 楼楼
楼楼（？－2017年10月14日，原名仲二楼）是一只橘白相间的中华田园猫，由新浪微博用户楼板娘和其丈夫楼爸所饲养，因为其洗澡的视频而流行于网络，然后被制作成表情包流行于微信等社交网络。2017年10月11日晚上，楼楼出现下肢瘫痪和呕吐等严重病症被送往宠物医院急救。2017年10月14日凌晨0时25分，楼楼因为肥厚性心肌病引发的肺水肿和血栓引发的下肢瘫痪医治无效而被实施安乐死。

## 外貌
楼楼的品种是中华田园猫，体形肥胖，体重达7.7公斤。毛色总体是橘色和白色相间，其身体毛发为白色，鼻子周围和尾巴的毛发为橘色，头顶的毛发则是橘白相间。楼楼虽然外貌并不是非常出众，但经常会做出一些魔性的表情，因此吸引了多达55万粉丝，而楼楼的这些魔性的表情也被网友制作成了表情包。

## 生平
楼楼一开始是一只流浪猫，后来被楼板娘及其丈夫楼爸所收养。在楼板娘的饲养下，楼楼逐渐长胖，而楼板娘平时也经常给楼楼和收养的另外一只黑色的猫多多拍摄日常生活的照片和视频，并分享到新浪微博上。起初，这些照片和视频并没有引起很大的关注，直到2017年7月23日，楼板娘在新浪微博上上传了楼楼洗澡的视频，在视频中，楼楼的主人在给楼楼洗澡，但是楼楼面对蓮蓬頭的水一直躲避，蜷缩在浴室角落里，并用爪子抓绕浴室玻璃门，企图逃跑，还时不时发出叫声。这段视频中楼楼可爱的表现吸引了大量网友的注意，此微博也有一万人次的点赞、评论和转发，楼楼也因此走红。随后网友也从楼板娘的微博里发现了楼楼照片中魔性的表情，并把这些照片制作成表情包，这些表情包也受到很多网友的欢迎并被广泛使用。
好景不长，2017年10月11日晚上11点左右，楼楼突然出现了呕吐、下肢瘫痪和呼吸急促的病症。楼板娘立刻将楼楼送到一家宠物医院就诊，拍了X光片后，楼楼被诊断出患有肥厚性心肌病、肺水肿和血栓，情况非常严重，只能通过吸氧的方式暂时减轻一下楼楼的呼吸困难问题。同时，楼板娘也把楼楼病重的消息发布在新浪微博上，引发了大量网友的关注，大量网友对楼楼的病情表示担忧，一些在养宠物方面有经验的网友也纷纷出谋献策。北京的兽医姚海峰医生提出了利用外科手术移除血栓的治疗方式，但由于楼楼和楼板娘一家居住在上海，距离医疗技术较为完备的北京的兽医院路途遥远，所以要转院到北京不太可行。楼爸又考虑到外科手术风险较大，便于13日中午转院到上海当地的蓝石宠物医院进行药物治疗。14日0时25分，楼楼因为病情恶化医治无效，楼板娘和楼爸决定让楼楼安乐死。

## 影响与评价
楼楼在生前因为其表情包而受到很多网友的欢迎，这次去世，也使得很多网友沉痛哀悼。有些网友之前经常使用楼楼的表情包，但却不知到表情包中的猫就叫楼楼，有些网友则是刚认识楼楼不久，有些网友则是在很久之前便已经认识楼楼了，是楼楼的忠实粉丝，这些网友都对楼楼的去世表示可惜，不少网友还为此伤心落泪好几天。很多网友也留言表示对楼楼的想念，向楼楼道别，祝福楼楼在天堂过得开心。有网友表示难以接受楼楼的去世，而且楼楼的表情包再也不能更新了；有网友则称楼楼只是厌倦了无聊的地球生活，想回到自己的喵星而已。不过也有少数网友表示楼楼仅仅是一只猫，不应该过度炒作。
楼楼的死亡除了引起大量网友的惋惜之外，也有一些兽医对楼楼这次患病进行的分析，总结出肥胖是导致楼楼死亡的主要原因，因为肥胖易引发心脏疾病，且平时难以察觉出病症，这也是楼楼此次发病没有预兆的原因。一些有经验的宠物饲养者也建议要定期对宠物进行体检，平时也要收集附近的宠物医院的资讯，遇到突发情况时才能够及时找到医院就诊。
楼楼的死亡除了引发了医学上的思考外，也引发了对于死亡的哲学思考，湖南红网新媒体集团上的编辑称要坦然从容地接受楼楼的离世，因为生老病死是自然界的规律。

## 相关事件

### 张含韵发楼楼表情包为赵丽颖庆生遭误解
2017年10月16日是中国大陆女演员赵丽颖的三十岁生日，这一天，女歌手张含韵在新浪微博上向赵丽颖表示生日祝福，并配上楼楼怀抱多多的表情包，表情包中写有「这是我的小猫咪，不给你们看」的文字。有网友置疑张含韵发已经去世的楼楼的表情包有诅咒赵丽颖之嫌，随后张含韵删除微博并澄清，赵丽颖也出面帮张含韵回应置疑。

### 楼板娘因楼楼去世而患抑郁症
2018年11月14日，楼楼去世一年后，长达一年没有在新浪微博活动的楼板娘发文表示在楼楼去世的一年中，自己因为难以接受楼楼的去世而受到精神上的煎熬并患上抑郁症，需要靠精神药物治疗，不过幸运的是近期病情有所好转，继续治疗便有望康复。